# Trichocereus clavatus
Trichocereus clavatus ist eine Pflanzenart aus der Gattung Trichocereus in der Familie der Kakteengewächse (Cactaceae). Das Artepitheton clavatus stammt aus dem Lateinischen, bedeutet ‚keulenförmig‘ und verweist auf die Form der Triebe.

## Beschreibung
Trichocereus clavatus wächst strauchig, verzweigt von der Basis aus und ist mehr oder weniger niederliegend-kriechend. Die keulenförmigen, dunkelgrünen Triebe sind 1 bis 2 Meter lang und weisen Durchmesser von 7 bis 15 Zentimetern auf. Es sind sieben bis zehn stumpfe Rippen vorhanden, die gekerbt sind. Die auf ihnen befindlichen runden Areolen sind dicht mit orangebrauner Wolle besetzt und stehen 1,5 bis 2,2 Zentimeter voneinander entfernt. Aus ihnen entspringen dunkelbraune, nadelige, mehrheitlich gerade Dornen. Der meist einzelne, sehr kräftige Mitteldorn ist 2 bis 9 Zentimeter lang. Die vier bis acht etwas ausgebreiteten Randdornen weisen eine Länge von 0,5 bis 3 Zentimeter auf.
Die trichterförmigen, weißen Blüten erreichen eine Länge von bis zu 18 Zentimeter.

## Verbreitung, Systematik und Gefährdung
Trichocereus clavatus ist im bolivianischen Departamento La Paz in Höhenlagen von 2500 bis 3000 Metern verbreitet.
Die Erstbeschreibung durch Friedrich Ritter wurde 1980 veröffentlicht. Ein nomenklatorisches Synonym ist Echinopsis clavatus (F.Ritter) D.R.Hunt (1997).
In der Roten Liste gefährdeter Arten der IUCN wird die Art als „Data Deficient (DD)“, d. h. mit keinen ausreichenden Daten geführt.

## Nachweise